# Jon Hugger
Jon Hugger (Atlanta, 20 aprile 1977) è un wrestler statunitense noto per i suoi trascorsi nella World Championship Wrestling, nella World Wrestling Entertainment e nella Total Nonstop Action.
Nella WCW Hugger, combattendo con il ringname Johnny the Bull, ha vinto due volte il WCW World Tag Team Championship con Big Vito e una volta il WCW Hardcore Championship. In WWE era noto con il ringname Johnny Stamboli e ha vinto tre volte il WWE Hardcore Championship, mentre in TNA e nella Asistencia Asesoría y Administración era noto come Relik, nome con il quale combatte attualmente in alcuni Circuiti indipendenti.

## Storia

### World Wrestling Federation/Entertainment (2001–2004)
Oltre ad aver fatto parte alla stable del F.B.I con Nunzio e Chuck Palumbo, è particolarmente ricordato, durante questo stint, per aver fatto un Military Press a Rikishi durante un match ad Smackdown del 2003, match poi perso dopo un Superkick.

## Personaggio

### Mosse finali
- Come Johnny the Bull / Johnny Stamboli
  - Diving discus leg drop – WCW / WWE
  - Fuhgeddaboudit (Military press powerslam) – WWE
  - Lariat
  - Military press seguita da un DDT – WWE
- Come REDRUM / Relik
  - Demon Driver (Vertical suplex powerslam) – TNA
  - Genocide Driver (Military press powerslam)
  - Sickle (Lariat) – TNA

### Manager
- Chuck Palumbo
- Disco Inferno
- James Mitchell
- Nunzio
- Tony Marinara

### Soprannomi
- "The Bull"

## Titoli e riconoscimenti
- Heartland Wrestling Association
  - HWA Heavyweight Championship (2)
- Impact Zone Wrestling
  - IZW Heavyweight Championship (1)
- Toryumon
  - Yamaha Cup (2006) – con Chuck Palumbo
- World Championship Wrestling
  - WCW Hardcore Championship1 (1)
  - WCW World Tag Team Championship (2) – con Big Vito
- World Wrestling Entertainment
  - WWE Hardcore Championship (3)

1 Johnny the Bull ha difeso il titolo una volta insieme a Big Vito sotto la "Freebird Rule".